# Triunghiul Austral (constelație)
Triunghiul Austral (lat. Triangulum Australe) este o constelație a cerului sudic. 

## Obiecte cerești
Această constelație conține roiul deschis NGC 6025.
Coordonate:  16h 00m 00s, −65° 00′ 00″